# Saint-Marcel-de-Careiret
Saint-Marcel-de-Careiret är en kommun i departementet Gard i regionen Occitanien i södra Frankrike. Kommunen ligger i kantonen Lussan som tillhör arrondissementet Nîmes. År 2022 hade Saint-Marcel-de-Careiret 873 invånare.

## Befolkningsutveckling
Antalet invånare i kommunen Saint-Marcel-de-Careiret
Referens:INSEE